# خشم مردی صبور
خشم مردی صبور (اسپانیایی: Tarde para la ira‎) فیلمی دلهره‌آور به کارگردانی رائول آره‌والو است که در سال ۲۰۱۶ منتشر شد. این فیلم با بازیِ آنتونیو د لا توره در بخش افق (اوریزونتی) هفتاد و سومین جشنواره فیلم ونیز به نمایش درآمد. همچنین توانست چهار جایزه گویا، از جمله بهترین فیلم و بهترین کارگردان جدید را از آنِ خود کند.